# Gigea (figlia di Aminta I)
Gigea (in greco antico: Γυγαίη?, Ghygàie; ... – dopo il 507 a.C.) è stata una principessa macedone antica.

## Biografia
Gigea era figlia del re di Macedonia Aminta I e di sua moglie Euridice. Suo fratello era Alessandro I.
Secondo il racconto di Erodoto, Alessandro diede in moglie sua sorella Gigea all'ufficiale persiano Bubare, figlio del comandante Megabazo, per mettere a tacere l'inchiesta che lo stesso Bubare stava conducendo per la scomparsa degli ambasciatori persiani, che proprio Alessandro aveva fatto uccidere.
Nel 507 a.C., infatti, alcuni ambasciatori persiani erano giunti in Macedonia per imporre la sottomissione di Aminta I a Dario I, chiedendo, come erano soliti fare in questi casi, "terra e acqua" (in greco antico: γῆ καί ὕδωρ?, ghè kài ýdor), ovvero il dominio sul territorio e e sui suoi prodotti. Il re accolse i funzionari di Dario ed offrì loro un pranzo, durante il quale gli ambasciatori chiesero di vedere le donne di corte, che, una volta giunte sul posto, furono molestate dagli stessi delegati persiani. Alessandro, indignato, fece allontanare le donne con un pretesto e le sostituì con un gruppo di ragazzi macedoni che aveva fatto vestire in abiti femminili ed ai quali aveva fornito dei pugnali. I giovani si avvicinarono agli ambasciatori e li uccisero tutti cogliendoli di sorpresa.
In occasione del matrimonio di Bubare con Gigea, Alessandro donò all'ufficiale persiano un'ingente somma di denaro, facendo insabbiare l'inchiesta sulla sparizione degli ambasciatori persiani (Alessandro aveva fatto anche uccidere tutti i loro servi ed accompagnatori, facendo pure distruggere le carrozze e gli equipaggiamenti).
Secondo la filologa statunitense Elizabeth Donnelly Carney, è inverosimile che sia stato il fratello Alessandro e non il padre Aminta, ancora in vita ed in carica come sovrano di Macedonia, ad organizzare il matrimonio di Gigea.
Bubare fu in seguito nominato da Serse responsabile della costruzione del canale di Serse, con la collaborazione di Artachea figlio di Arteo.
Secondo la testimonianza di Erodoto, Gigea e Bubare ebbero un figlio di nome Aminta, come il nonno, al quale il re di Persia affidò il comando della città di Alabanda, in Frigia.